# Ludvig Östman
Karl Lars Ludvig Östman, född 16 februari 1999 i Borlänge, är en svensk professionell ishockeyspelare som spelar för IK Oskarshamn i Hockeyallsvenskan. Som junior tog han säsongen 2018/19 ett SM-silver med Linköping HC J20. Han inledde sin seniorkarriär med två säsonger i moderklubben Borlänge HF i Hockeyettan. Därefter skrev han i maj 2021 ett avtal med Västerås IK i Hockeyallsvenskan. Östman spelade för Västerås under tre säsonger innan han anslöt till Oskarshamn inför säsongen 2024/2025.

## Karriär
Östman påbörjade sin ishockeykarriär i moderklubben Borlänge HF. Han spelade också ungdoms- och juniorishockey i Hedemora SK, Västerås IK och Linköping HC. Han anslöt till Linköping inför säsongen 2017/18 där han främst spelade för klubbens J20-lag. Under denna säsong var han också ombytt till två SHL-matcher med seniorlaget, dock utan att få speltid. Under sin andra säsong i Linköping spelade Östman uteslutande för Linköpings J20-lag, där han på 43 grundseriematcher noterades för elva poäng. I det följande slutspelet tog sig Linköping till final där Östman tilldelades ett SM-silver sedan laget förlorat mot Modo Hockey med 4–2.
I slutet av maj 2019 stod det klart att Östman lämnat Linköping för spel i moderklubben Borlänge HF i Hockeyettan. Laget tog höga tabellplaceringar i både den Västra divisionen och i Allettan Norra, men slogs ut med 2–1 i matcher i playoff av Visby/Roma HK. På totalt 42 matcher noterades Östman för 14 poäng, varav tre mål. Efter säsongens slut stod det, den 2 april 2020, klart att han förlängt sitt kontrakt med Borlänge med ytterligare en säsong. Likt föregående säsong slogs Borlänge säsongen 2020/21 ut i playoff, denna gång mot Nybro Vikings IF med 2–0 i matcher. I grundserien spelade Östman 40 matcher och noterades för två mål och nio assistpoäng.
Den 27 maj 2021 bekräftades det att Östman skrivit ett ettårsavtal med Västerås IK i Hockeyallsvenskan. Den 24 september samma år gjorde han debut i Hockeyallsvenskan i en 5–2-seger mot Tingsryds AIF. I samma match gjorde han sitt första mål i serien, på Daniel Rosengren. Östman missade endast två matcher av grundserien och noterades för elva poäng på 48 matcher (två mål, nio assist). Laget slutade på femte plats i grundserietabellen och slogs sedan ut i kvartsfinalserien mot IF Björklöven med 4–1 i matcher. Innan grundseriens slut, den 2 februari 2022, förlängde han sitt avtal med Västerås med ytterligare två säsonger. Under grundserien 2022/23 spelade Östman 50 matcher och stod för 13 poäng. Med sex gjorda mål var han laget näst bästa målskytt bland backarna. Västerås slutade på nionde plats och slog ut HC Vita Hästen med 2–0 i play-in, innan man besegrades av IF Björklöven med 4–1 i kvartsfinalserien.
Östman spelade ytterligare en säsong för Västerås innan det bekräftades den 10 april 2024 att han skrivit ett tvåårsavtal med seriekonkurrenten IK Oskarshamn. I slutet av december samma år lånades han ut till Skellefteå AIK och spelade en match för klubben. Han återvände därefter till Oskarshamn och spelade totalt 46 grundseriematcher för klubben och stod för 16 poäng, varav två mål. Laget slutade på åttonde plats och via play-in tog man sig till kvartsfinalspel där man föll med 4–2 i matcher mot BIK Karlskoga. På sex slutspelsmatcher gick han poänglös.

## Statistik
| 2017–18                  | Linköping HC             | SHL                      | 2   | 0  | 0  | 0  | 0  | —  | — | — | — | — |
| 2019–20                  | Borlänge HF              | Div. 1                   | 39  | 2  | 11 | 13 | 22 | 3  | 1 | 0 | 1 | 4 |
| 2020–21                  | Borlänge HF              | Div. 1                   | 40  | 2  | 9  | 11 | 16 | 2  | 0 | 0 | 0 | 0 |
| 2021–22                  | Västerås IK              | HA                       | 48  | 3  | 8  | 11 | 12 | 5  | 0 | 0 | 0 | 2 |
| 2022–23                  | Västerås IK              | HA                       | 50  | 6  | 7  | 13 | 18 | 7  | 0 | 1 | 1 | 2 |
| 2023–24                  | Västerås IK              | HA                       | 49  | 2  | 9  | 11 | 12 | —  | — | — | — | — |
| 2024–25                  | IK Oskarshamn            | HA                       | 46  | 2  | 14 | 16 | 12 | 6  | 0 | 0 | 0 | 0 |
| 2024–25                  | Skellefteå AIK           | SHL                      | 1   | 0  | 0  | 0  | 0  | —  | — | — | — | — |
| Hockeyallsvenskan totalt | Hockeyallsvenskan totalt | Hockeyallsvenskan totalt | 193 | 13 | 38 | 51 | 54 | 18 | 0 | 1 | 1 | 4 |
| Hockeyettan totalt       | Hockeyettan totalt       | Hockeyettan totalt       | 79  | 4  | 20 | 24 | 38 | 5  | 1 | 0 | 1 | 4 |